# Entrammes
 Entrammes  es una población y comuna francesa, en la región de Países del Loira, departamento de Mayenne, en el distrito de Laval y cantón de Laval-Est.
En su territorio passam très ríos: el Río Mayenne, el Río Jouanne y el Río Ouette.

## Demografía
| 1004 | 1019 | 1183 | 1582 | 1802 | 1847 |
| Para los censos de 1962 a 1999 la población legal corresponde a la población sin duplicidades (Fuente: INSEE [Consultar]) |      |      |      |      |      |

## Monumentos y lugares
- Abadía de Port du Salut
- Iglesia parroquial
- Termas galo-romanas